# Palma Sola (Formosa)
Pour les articles homonymes, voir Palma Sola.
Palma Sola est une localité argentine située dans le département de Pilcomayo, province de Formosa. Elle est située entre les ruisseaux Porteño et Negro, sur la route nationale 86, qui la relie au sud-est à Clorinda et au nord-ouest à Laguna Blanca.

## Démographie
Elle compte 212 habitants (Indec, 2010), ce qui représente une augmentation de 1 % par rapport aux 210 habitants (Indec, 2001) du recensement précédent.

## Économie
Elle est l'une des principales zones de culture de fruits et légumes de la province, avec une production d'environ 5 000 tonnes.